# Gian Galeazzo Trotti

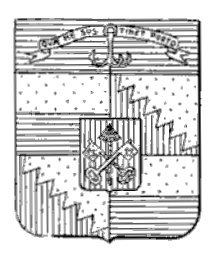
Stemma Trotti Bentiviglio

Gian Galeazzo Trotti (Alessandria, 1599 circa – Milano, 31 ottobre 1670) è stato un nobile, condottiero e generale italiano del Ducato di Milano; per le sue gesta è detto anche "il Marte d'Insubria".

## Biografia
Gian Galeazzo nacque da Luigi Trotti, conte di Casal Cermelli, e da Cinzia Elena Fara, fu un nobile esponente dell'antica famiglia alessandrina dei Trotti Bentivoglio.
Fu secondo Conte di Casal Cermello dal 1643 e Nobile di Alessandria; comprò la contea di Robbio con Vinzaglio, Casalino e Pisnengo nel 1654, e fu investito di Castelnuovo Calcea e Casal Cermello con Privilegio del 1652. Fu poi Signore di Fresonara dal 1659, cittadino di Milano e Pavia dal 1655, Cavaliere dell'Ordine di San Jago dal 1661.
Celebre condottiero al servizio spagnolo, fu membro dei Tercios come Capitano di fanteria nel 1617, Governatore di Castello di Annone nel 1637, tenente generale di cavalleria leggera nel 1643, generale di cavalleria napoletana nel 1652, comandò le difese di Pavia durante l'assedio del 1655, Maestro di campo generale durante l'assedio di Alessandria e dal 1657 al 1662.

## Discendenza
Nel 1624 sposò Paola Cuttica, figlia di Lorenzo II, Marchese di Cassine e Nobile del Sacro Romano Impero e di Maria Vivaldi, da cui ebbe tre figli:
- Antonio (*1627 †1681)[2];
- Lorenzo (*1633 †1700), vescovo di Pavia;
- Carlo Gerolamo (*1635 †1659), cavaliere dell'Ordine di Malta.

## Leggenda
Essendo discendente degli antichi feudatari di Montaldeo, si racconta che il Trotti volle marciare sul paese per vendicare gli avi. Ma la tradizione riporta che, avendo scambiato nottetempo la scenografia del viale d'accesso al castello per una schiera di soldati, fuggì impaurito.